# Álvaro António da Costa Ferreira
Álvaro António da Costa Ferreira foi um administrador colonial português que exerceu por três vezes o cargo de Governador-Geral da Província de Angola, a primeira entre 1893 e 1894, em que foi antecedido por Jaime Lobo de Brito Godins e sucedido por Francisco Eugénio Pereira de Miranda, a segunda entre 1895 e 1896, após o mandato de Francisco Eugénio Pereira de Miranda, tendo-lhe seguido Guilherme Augusto de Brito Capelo, e a terceira como Interino em 1909, sucedendo a Henrique Mitchell de Paiva Couceiro e tendo sido sucedido por um Conselho Governativo.